# Іскрицький Петро Григорович
Іскрицький Петро Григорович (*21 грудня 1704, Стародубський полк — †6 липня 1771, Дроків) — видатний державний діяч України. Генеральний Хорунжий Війська Запорозького Городового, бунчуковий товариш. Маршалок Стародубського шляхетства. 

## Біографія
Походив з українського старшинського роду Іскрицьких, засновником якого був Михайло Іскрицький, київський шляхтич, одружений із сестрою гетьмана Павла Тетері Євою Моржковською. їхній син, Василь Михайлович Іскрицький (помер 1698), доводився дідом Петра. У середині XVII століття був полковником димерським, заслуженим товаришем Війська Запорозького (1659), польським резидентом при гетьмані Івану Мазепі та ротмістром при Яні Собеському. Тітка, батькова сестра Уляна Василівна Іскрицька, з 1690 була одружена з Миргородським полковником, потім гетьманом Данилом Апостолом.
Освіту здобув у Києво-Могилянській академії. З 1721 — військовий канцелярист, 1727-1734 — бунчуковий товариш, потім — земський суддя Суразького повіту на Стародубщині (1768), маршалок Стародубського шляхетства (1765-1771). 30 жовтня 1731 та 15 січня 1732 одержав від гетьмана Данила Апостола універсали на частину села Дроків, 29 березня 1732 — на село Далисичі, 16 листопада 1751 — на села Ветлевець, Косичі, Курчині, Овчинець, заснував села Селище, Іскриця[уточнити], хутір Росль та інші.
21 жовтня 1767 одержав від польського короля Станіслава Августа Понятовського підтверджувальний привілей на шляхетство. 1759 за Іскрицьким значилось близько 2500 душ кріпаків у селах Дроків, Далисичі, Овчинець, Курчичі, Ветлевець та інших.
Одружений з Оленою Григорівною Скорупою, донькою Полкового Судді Стародубського полку Г. Скорупи, який проживав у Стародубі. Суддя мав стосунки з Р. Романовським-Ракушкою, який також проживав у Стародубі, та його синами — сотниками. Дослідники, зокрема Я. Дзира, вважають, що від Романовських Скорупа міг отримати літопис Самовидця (Р. Романовського) й переписати його. А через доньку Олену, яка одружилась з Іскрицьким, список потрапив в його родину. На перших двадцяти аркушах рукописного збірника, де зберігався літопис, було написано: «От книг бунчукового товариша Петра Іскрицького. Рукою». Цей список дістав назву «Іскрицького». О. Левицький, який видав літопис Самовидця за списком Іскрицького, вважав, що той є найближчим до оригіналу і зроблений до 1734.